# آندو موریناری
آندو موریناری ((به ژاپنی: 安藤守就 Andō Morinari); ۱ ژانویهٔ ۱۵۰۳ – ۲۷ ژوئن ۱۵۸۲) سامورایی اهل ژاپن بود. وی در خدمت سایتو دوسان بود.